# 이원식 (정치인)
이원식(李源植, 1937년 4월 12일 ~ )은 대한민국의 전 공무원 출신 정치인이다. 3선 경주시장을 역임했다.

## 학력
- 아화국민학교 졸업
- 계림중학교 졸업
- 경북고등학교 졸업
- 1956 ~ 1960 경북대학교 정치학 학사 졸업

## 경력
- 1980.07 ~ 1981.08 제28대 경상북도 청도군수
- 1981.08 ~ 1982.09 제29대 경상북도 안동군수
- 1986.01 ~ 1988.02 제1대 경상북도 점촌시장
- 1989.01 ~ 1989.07 제17대 경상북도 안동시장
- 1989.07 ~ 1993.03 제23대 경상북도 경주시장
- 1993.03 ~ 1995.04 제22대 경상북도 부지사
- 1995.07 ~ 1998.06 제27대 경상북도 경주시장
- 1998.07 ~ 2002.06 제28대 경상북도 경주시장

## 역대 선거 결과
|  | 36.96% |

|  | 56.00% |

|  | 31.17% |